# Comună rurbană

O comună rurbană este o unitate administrativ-teritorială între oraș și sat în care funcțiile, activitățile și necesitățile urbane se împletesc în cele rurale. Acest tip de unitate este foarte comună în Polonia.

## Rurban
Cuvântul rurban este un adjectiv, un neologism pătruns din limba engleză, creat din două alte adjective: rural + urban și se referă la rural care este în curs de a se dezvolta urban,  sau (zonă) între oraș și sat, în care funcțiile, activitățile și necesitățile urbane se împletesc în cele rurale.
În anul 2006, Programul de Cooperare Transfrontalieră PHARE România-Ungaria a inițiat și finanțat proiectul „RURBAN – Interculturalitatea la sat și la oraș în România și Ungaria”, care are ca scop să stimuleze cunoașterea reciprocă și participarea activă a tinerilor în viața comunității, indiferent de mediul de proveniență (urban sau rural). 
S-au întreprins cercetări pentru construirea unui acoperiș, pentru clădiri, acoperit cu plante și prevăzut cu un sistem de irigație, care să optimizeze consumul de căldură al clădirii și să eficientizeze funcționarea sistemului de răcire prin intermediul izolației. Acest tip de acoperiș ecologic, așa-numit „rurban”, este o soluție arhitecturală reușită, care are capacitatea de a reduce nivelul de poluare fonic și a poluării datorate factorilor externi, creând un aspect estetic deosebit de atrăgător. 